# Pré-Alpes da Provença
Os Pré-Alpes da Provença - Préalpes de Provence em francês - são uma maciço que fazem parte dos Alpes Ocidentais e que reúnem grande parte das montanhas do departamento francês de Alpes da Alta Provença. O ponto mais alto deste maciço é a  Mont Ventoux com 1.912 m.

## Divisão tradicional
Os Pré-Alpes da Provença faziam parte da divisão tradicional da partição dos Alpes adoptada em 1926 pelo IX Congresso Geográfico Italiano  na Itália, com o fim de normalizar a sua divisão em Alpes Ocidentais aos quais pertenciam, os Alpes Centrais e dos Alpes Orientais.

## Geografia
Segundo o SOIUSA, os Pré-Alpes da Provença por não serem uma subdisivão alpina, podem no entanto serem vistos como a soma das seguinates sub-secções:
- Pré-Alpes de Digne - os Pré-Alpes Centrais da Provença - dos Alpes de Provença
- Pré-Alpes de Grasse - os Pré-Alpes Orientais da Provença - do Alpes Marítimos (cordilheira)
- Pré-Alpes de Vaucluse - os Pré-Alpes Ocidentais da Provença - dos Pré-Alpes da Provença

Os Pré-Alpes da Provença são um dos oito grupos que constituem os Alpes Ocidentais e são formados pelo Maciço do Luberon, e pelo Maciço do Luberon.

## SOIUSA
A Subdivisão Orográfica Internacional Unificada do Sistema Alpino (SOIUSA), dividiu os Alpes em duas grandes partes:Alpes Ocidentais e Alpes Orientais, separados pela linha formada pelo  Rio Reno - Passo de Spluga - Lago de Como - Lago de Lecco.